# Chalkotheke

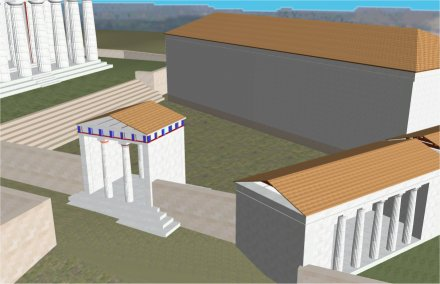
Rekonstruktionsgraphik der Chalkotheke (im Hintergrund ohne Säulenhalle). Links die Ecke des Parthenon.

Allgemein bezeichnet Chalkotheke (von altgriechisch χάλκεος „eisern“, „ehern“) ein zur Aufbewahrung von Weihgeschenken aus Metall dienendes Gebäude in einem Tempel oder Tempelbezirk.
Am bekanntesten ist die Chalkotheke auf der Athener Akropolis, die durch Inschriften des 4. Jahrhunderts v. Chr. belegt ist. Auf einem Dekret wird die Auflistung aller in der Chalkotheke aufbewahrten Gegenstände und die Aufstellung der diese Liste tragenden Stele vor der Chalkotheke angeordnet.
Östlich des Heiligtums der Artemis Brauronia entdeckte Gebäudereste glaubt man der Chalkotheke zuweisen zu können. Es sind nur noch die Kalksteinfundamente des Gebäudes und Felsabarbeitungen zur Aufnahme der Fundamente erhalten. Das etwa 43 Meter lange und 14 Meter breite Gebäude stand vor der südlichen Umfassungsmauer der Akropolis. Für einen Teil des Gebäudes, eine vorgelagerte, etwa 4,50 Meter tiefe Säulenhalle, wurden einige Stufen der Freitreppe, die sich an seiner Nordwest-Ecke befanden und zum Bauniveau des Parthenon führten, zerstört und überbaut. Das Gebäude selbst wird daher etwa gleichzeitig mit dem Parthenon um die Mitte des 5. Jahrhunderts v. Chr. datiert, während die Säulenhalle eine Hinzufügung des frühen 4. Jahrhunderts v. Chr. ist. In römischer Zeit scheint das Gebäude umfangreich restauriert worden zu sein. Zahlreiche Werkstücke dieser Restaurierung, die aufgrund ihrer Abmessungen nur mit der Chalkotheke zu verbinden sind, wurden verstreut auf der Akropolis gefunden.